# Iranische Basketballnationalmannschaft
Die iranische Basketballnationalmannschaft repräsentiert Iran bei Basketball-Länderspielen der Herren. Seit ihrer Anerkennung durch die FIBA im Jahr 1947 gehört sie zu den stärksten Nationalteams Vorderasiens. Die Mannschaft ist aktueller Asienmeister (2013 in Manila).

## Geschichte
Die Basketballnationalmannschaft Irans war auf der internationalen Bühne zuerst relativ erfolglos. Sie qualifizierte sich zweimal für die Olympischen Sommerspiele. Bei den Olympischen Sommerspielen 1948 in London, belegte sie den 14. Platz. Bei den Olympischen Sommerspielen 2008 in Peking trafen die Iraner in den Gruppenspielen auf mehrfache Weltmeister und Olympiasieger: Argentinien, Australien, Kroatien und Russland. Die iranische Auswahl schlug sich tapfer, verlor jedoch die Spiele in der Vorrundengruppe A. Die erfolgreichsten Spieler waren Samad Nikkhah Bahrami (86 Punkte; 17,2 AVG) und Hamed Hadadi (83 Punkte; 16,6 AVG) und Arsalan Kazemi.
Durch den Gewinn der Basketball-Asienmeisterschaft 2009 und 2013 qualifizierten sich die Iranischen Basketballer jeweils für die darauf folgende Basketball-Weltmeisterschaft.
Auf kontinentaler Ebene zählt die Mannschaft als dreifacher Asienmeister zu den besten Teams des asiatischen Basketballverbandes.

### Erfolge
Die  größten Erfolge Irans sind die Gewinne der Goldmedaille bei den Basketball-Asienmeisterschaften 2007 in Tokushima (Japan), 2009 in Tianjin (China) und 2013 in Manila (Philippinen). Hinzu kommen zwei dritte Plätze bei den Asienmeisterschaften 2015 und 2025. Zwei weitere bedeutende Platzierungen sind die beiden Bronzemedaillen, die das Team bei den Asienspielen der Jahre 1951 (Neu-Delhi), 2006 (Doha) und 2010 (Guangzhou) gewann.

## Abschneiden bei internationalen Wettbewerben

### Olympische Spiele
| - 1948 – 14. Platz - 2008 – 11. Platz |

### Weltmeisterschaften
| - 2010 – 19. Platz - 2014 – 20. Platz - 2019 – 23. Platz - 2023 – 31. Platz |

### Europameisterschaften
| - 1959 – 17. Platz |

### Asienmeisterschaften
| - 1973 – 5. Platz - 1981 – 8. Platz - 1983 – 5. Platz - 1986 – 8. Platz - 1989 – 5. Platz - 1991 – 6. Platz - 1993 – 4. Platz - 1995 – 10. Platz - 1997 – 8. Platz - 2003 – 5. Platz | - 2005 – 6. Platz - 2007 – . Platz - 2009 – . Platz - 2011 – 5. Platz - 2013 – . Platz - 2015 – . Platz - 2017 – . Platz - 2022 – 5. Platz - 2025 – . Platz |

### Basketballwettbewerb bei den Asienspielen
| - 1951 – . Platz - 1966 – 7. Platz - 1970 – 7. Platz - 1974 – 6. Platz - 1990 – 7. Platz | - 1994 – 8. Platz - 1998 – 7. Platz - 2006 – . Platz - 2010 – . Platz - 2014 – . Platz |

## Kader
| Spieler | Spieler             | Spieler           | Spieler | Spieler | Spieler  | Spieler                 |
| Nr.     | Name                | Geburt            | Größe   | Info    | Einsätze | Verein                  |
| ------- | ------------------- | ----------------- | ------- | ------- | -------- | ----------------------- |
|         |                     | Guards (PG, SG)   |         |         |          |                         |
| 3       | Mohammadsina Vahedi | 08.01.2001        | 185 cm  |         |          | Kalleh Mazandaran       |
| 5       | Sajjad Mashayekhi   | 23.02.1994        | 180 cm  |         |          | Zob Ahan Isfahan BC     |
| 8       | Behnam Yakhchali    | 12.07.1995        | 191 cm  |         |          | Gladiators Trier        |
| 17      | Matin Aghajanpour   | 14.03.2001        | 198 cm  |         |          | Kalleh Mazandaran       |
|         |                     | Forwards (SF, PF) |         |         |          |                         |
| 6       | Mohammad Amini      | 26.04.2005        | 201 cm  |         |          | AS Monaco               |
| 7       | Navid Rezaeifar     | 23.08.1996        | 193 cm  |         |          | Palayesh Naft Abadan BC |
| 10      | Piter Girgoorian    | 27.02.2002        | 199 cm  |         |          | Mahram Tehran BC        |
| 14      | Arsalan Kazemi      | 22.04.1990        | 201 cm  |         |          | Zob Ahan Isfahan BC     |
| 30      | Jalal Agha Miri     | 29.01.2001        | 202 cm  |         |          | Kalleh Mazandaran       |
|         |                     | Center (C)        |         |         |          |                         |
| 4       | Meisam Mirzaei      | 16.04.1992        | 208 cm  |         |          | Kalleh Mazandaran       |
| 15      | Hamed Haddadi       | 19.05.1985        | 218 cm  | (C)     |          | Sichuan Blue Whales     |
| 32      | Hasan Aliakbari     | 07.07.1996        | 218 cm  |         |          | Mihan CSI               |

| Trainer | Trainer         | Trainer         |
| Nat.    | Name            | Position        |
| ------- | --------------- | --------------- |
| Turkei  | Hakan Demir     | Head Coach      |
| Iran    | Ali Arezoomandi | Assistenz-Coach |

| Legende                | Legende            |
| Abk.                   | Bedeutung          |
| ---------------------- | ------------------ |
| (C)                    | Mannschaftskapitän |
| Quellen                |                    |
| Teamhomepage           |                    |
| Ligahomepage           |                    |
| Stand: 23. August 2023 |                    |

| Legende                | Legende            |
| Abk.                   | Bedeutung          |
| ---------------------- | ------------------ |
| (C)                    | Mannschaftskapitän |
| Quellen                |                    |
| Teamhomepage           |                    |
| Ligahomepage           |                    |
| Stand: 23. August 2023 |                    |

## Ehemalige Kader
| Nr. | Name                | Geburtsdatum    | Größe  | Position | Einsätze | Club                    |
| --- | ------------------- | --------------- | ------ | -------- | -------- | ----------------------- |
| 3   | Mohammadsina Vahedi | 08.01.2001      | 185 cm | Guard    |          | Kalleh Mazandaran       |
| 5   | Sajjad Mashayekhi   | 23.02.1994      | 180 cm | Guard    |          | Zob Ahan Isfahan BC     |
| 8   | Behnam Yakhchali    | 12.07.1995      | 191 cm | Guard    |          | Gladiators Trier        |
| 17  | Matin Aghajanpour   | 14.03.2001      | 198 cm | Guard    |          | Kalleh Mazandaran       |
| 6   | Mohammad Amini      | 26.04.2005      | 201 cm | Forward  |          | AS Monaco               |
| 7   | Navid Rezaeifar     | 23.08.1996      | 193 cm | Forward  |          | Palayesh Naft Abadan BC |
| 10  | Piter Girgoorian    | 27.02.2002      | 199 cm | Forward  |          | Mahram Tehran BC        |
| 14  | Arsalan Kazemi      | 22.04.1990      | 201 cm | Forward  |          | Zob Ahan Isfahan BC     |
| 30  | Jalal Agha Miri     | 29.01.2001      | 202 cm | Forward  |          | Kalleh Mazandaran       |
| 4   | Meisam Mirzaei      | 16.04.1992      | 208 cm | Center   |          | Kalleh Mazandaran       |
| 15  | Hamed Haddadi       | 19.05.1985      | 218 cm | Center   |          | Sichuan Blue Whales     |
| 32  | Hasan Aliakbari     | 07.07.1996      | 218 cm | Center   |          | Mihan CSI               |
|     | Hakan Demir         | Head Coach      |        |          |          |                         |
|     | Ali Arezoomandi     | Assistenz-Coach |        |          |          |                         |

| Nr. | Name                  | Geburtsdatum    | Größe  | Position | Einsätze | Club                     |
| --- | --------------------- | --------------- | ------ | -------- | -------- | ------------------------ |
| 5   | Sayyid Mashayekhi     | 05.03.1994      | 178 cm | Guard    |          | Mahram Teheran           |
| 6   | Behnam Yakhchali      | 12.07.1995      | 191 cm | Guard    |          | Petrochimi Bandar        |
| 7   | Mehdi Kamrani         | 01.06.1982      | 182 cm | Guard    |          | Jiangsu Tongxi (NBL)     |
| 10  | Hamed Afagh           | 01.02.1983      | 192 cm | Guard    |          | Petrochimi Bandar        |
| 8   | Arsalan Kazemi        | 22.04.1990      | 201 cm | Forward  |          | Petrochimi Bandar        |
| 9   | Arman Zangeneh        | 15.06.1993      | 202 cm | Forward  |          | Mahram Teheran           |
| 11  | Oshin Sahakian        | 21.03.1986      | 202 cm | Forward  |          | Mahram Teheran           |
| 13  | Mohammad Jamshidi     | 30.07.1991      | 195 cm | Forward  |          | Daneshgahe Azade Teheran |
| 14  | Samad Nikkhah Bahrami | 11.05.1983      | 198 cm | Forward  |          | Mahram Teheran           |
| 4   | Rouzbeh Arghavan      | 18.05.1988      | 210 cm | Center   |          | Zob Ahan Isfahan         |
| 10  | Asghar Kardoust       | 21.03.1986      | 210 cm | Center   |          | Kazma SC                 |
| 15  | Hamed Haddadi         | 19.05.1985      | 218 cm | Center   |          | Mahram Teheran           |
|     | Dirk Bauermann        | Head Coach      |        |          |          |                          |
|     | Safa Ali Kamalian     | Assistenz-Coach |        |          |          |                          |
|     | Mehran Shahintab      | Assistenz-Coach |        |          |          |                          |